# Gaetano Valente
Monsignor Gaetano Valente (Terlizzi, 27 settembre 1919 – Terlizzi, 19 gennaio 2013) è stato uno storico e presbitero italiano.
Presbitero della diocesi di Molfetta - Ruvo - Giovinazzo - Terlizzi.

## Biografia
Svolse corsi di studi ginnasiali e liceali ad Alessandria, teologia presso un Istituto religioso di Milano e presso il Seminario regionale di Molfetta e completò gli studi universitari in lettere classiche a Bari, senza poter discutere la tesi per il veto opposto all’ultimo momento dal vescovo Achille Salvucci. Ordinato sacerdote nel 1945 con l'incarico di vicerettore del Seminario di Molfetta, gli venne poi affidato l'insegnamento in lettere classiche per le classi del ginnasio superiore. In seguito insegna materie religiose presso la scuola media Gioacchino Gesmundo e l'Istituto Magistrale P.Fiore di Terlizzi.
Vicario parrocchiale, Assistente diocesano della FUCI e dell'AIMC, direttore del Terz'Ordine Secolare Francescano e delegato vescovile.
Rettore della chiesa di Sant'Ignazio dal 1952, canonico teologo del Capitolo Cattedrale dal 1961 e Cappellano di Sua Santità dal 1982.
Delegato dal Capitolo Cattedrale per la ristrutturazione del santuario mariano di Cesano che versava in uno stato di degrado e di abbandono totale alla mercé di vandali, lo ha riportato all'antico splendore dopo una gestione amministrativa quarantennale.
Meridionalista convinto e amante della sua terra, coltivò gli studi storici sulla Puglia, interessandosi soprattutto alle vicende feudali e religiose della sua città in ambito medievale e moderno, proprio per la disponibilità di una abbondante e ben articolata massa di documenti coevi, custoditi gelosamente nell'Archivio Diocesano.
Nel 1977 conseguì il diploma in Archivistica, Paleografia e Diplomatica presso l'Archivio di Stato di Bari finalizzato alla ricerca delle fonti inedite di epoca medievale e nello stesso anno fu invitato a far parte della Società di Storia Patria, con sede presso l'Ateneo di Bari, in qualità di Socio Ordinario corrispondente, collaborando all'organo ufficiale: Archivio Storico Pugliese e ad altri titoli di studi storici pugliesi, come Studi bitontini (Bitonto); Rivista di Scienze Religiose e Luce e Vita Documentazione(Molfetta).
In tutto ha pubblicato oltre una trentina di saggi interessati alla storia sociale e religiosa di ambientazione locale e regionale, sia di epoca medievale che moderna, conseguendo prestigiosi riconoscimenti.
Nella intitolazione generale Feudalesimo e Feudatari in sette secoli di storia di un Comune pugliese (1073-1779)  ricostruì secondo i criteri della moderna metodologia storiografica la vicenda storica della cittadina di Terlizzi in ambito medievale e moderno, giovandosi largamente di una consistente tradizione documentaria resa accessibile sia dalla edizione delle antiche pergamene e sia dal riordinamento dei fondi cartacei del locale Archivio Diocesano, oltre che in diversi altri archivi europei per una storia scientificamente valida. L'intero lavoro è distribuito in 6 volumi corrispondenti ad altrettanti periodi di dominazioni straniere innestandosi agli ultimi anni del dominio bizantino e fino al decennio francese.
A mons. Valente, nel corso delle sue ricerche presso il ricco Archivio di Stato di Monaco, si deve la scoperta (e relativa riproduzione) di un'antica testimonianza iconografica della Terlizzi feudale fine secolo XVI, che ha consentito di colmare una grossa lacuna nella documentazione della storiografia terlizzese. Fa parte infatti della ricca collezione artistica conservata nel palazzo del principe Grimaldi di Monaco un olio su tela di discrete proporzioni, senza data e anonimo, recante in alto un cartiglio con questa didascalia:"Terlizzo cita verso Levante". Il committente del dipinto, il principe di Val di Taro (Federico Landi), nel primo decennio del '600, ne fece dono al minore Onorato II Grimaldi (principe di Monaco dal 1604 al 1662), di cui era zio e tutore. I Grimaldi esercitarono il dominio feudale su Terlizzi per più di un secolo,dal 1532 al 1642.

### Morte
È morto nel 2013 all'età di 93 anni

## Pubblicazioni
- Pagine di storia terlizzese. La chiesa e confraternita di S. Ignazio, Molfetta, 1973
- (con Nicolò De Sario) La chiesa di S. Maria di Cesano (1040-1980), Bari, 1980
- Feudalesimo e feudatari in sette secoli di storia di un Comune pugliese, Terlizzi. I - Periodo normanno (1071-1194), Molfetta, 1982
- Feudalesimo e feudatari in sette secoli di storia di un Comune pugliese, Terlizzi. II - Periodo svevo (1194-1266), Molfetta, 1983
- Terlizzi nell’età di Federico II <Atti delle Seste Giornate Federiciane Oria 22-23 ottobre 1983>,Ed.Tip.Bari
- Vito Giuseppe Millico. In appendice: Appunti per una storia del teatro a Terlizzi, Molfetta, 1985
- Feudalesimo e feudatari in sette secoli di storia di un Comune pugliese, Terlizzi. III - Periodo angioino (1266-1435), Molfetta, 1985
- L'icona di Ciurcitano, Molfetta, 1988
- Le questioni giurisdizionali tra gli arcipreti di Terlizzi e i vescovi di Giovinazzo. Documenti inediti (secc. XI-XV), Bari, 1988
- Testimonianze per Gennaro de Gemmis, Molfetta, 1990
- (con Angelo D'Ambrosio) Per una storia dell'alimentazione in Puglia. Terlizzi e dintorni tra gola, clausura e magia, Terlizzi, 1990
- La resistenza agli Svevi in Terra di Bari, Fasano, 1991
- Feudalesimo e feudatari in sette secoli di storia di un Comune pugliese, Terlizzi. IV - Periodo aragonese (1435-1503), Molfetta, 1992
- Giovanni Carlo Coppola (1599-1652). Poeta cesareo, arciprete prelato dì Terlizzi, vescovo di Muro Lucano , <Studi in onore di mons. Antonio Bello>, a cura di L.M.De Palma, Mezzina, Molfetta, p.109-165, 1992
- La Madonna di Sovereto e il carro trionfale. Arte, folklore e culto mariano Terlizzi. Tradizioni popolari in Puglia, Molfetta, 1994
- Feudalesimo e feudatari in sette secoli di storia di un Comune pugliese, Terlizzi. V - Periodo del viceregno spagnolo (1505-1707), Molfetta, 1997.
- Cronotassi e araldica dei vescovi e degli arcipreti di Terlizzi (secc.XI-XX),<L’Archivio Diocesano di Terlizzi>, II: <Appendici e indici>, a cura di D. Porcaro Massafra, Quaderni dell'Archivio Diocesano di Molfetta - Ruvo - Giovinazzo - Terlizzi, 16,Mezzina, Molfetta, p.479-516.(1997)
- Gli antichi statuti dell’università di Terlizzi, in Ibidem, p.517-523, 1997
- La resistenza agli Svevi in Terra di Bari, <Relazioni e dibattiti sull’opera e sulla personalità di Federico II di Svevia>, contributi di P. Cordasco ET AL., Società di Storia Patria per la Puglia, Studi e Ricerche XII, Edipuglia, Bari, p.219-277, 1998
- L’antico duomo di S. Angelo, in V.De Chirico - A. Tempesta, “Schegge da una cattedrale. Le pietre erratiche della collegiata di S. Michele Arcangelo (1235-1782)”, Ed. Insieme, Terlizzi, p.13-22, 1998
- Tu scendi dalle stelle. Dalla Pastorella terlizzese alla Canzoncina di S. Alfonso de' Liguori, Terlizzi, 1999.
- I Casali medievali di Terlizzi,<Studi Bitontini>,LXVIII (1999),P.13-37.
- S.Alfonso, mons. Felice de Paù e la nenia natalizia, Tu scendi dalle stelle,<Rivista di Scienze Religiose>, XIV (2000)1, P. 17-53.
- Don Pietro Pappagallo tra i nuovi martiri del XX secolo,<Luce e Vita Documentazione>,2000,1,p. 121-126.
- Feudalesimo e feudatari in sette secoli di storia di un Comune pugliese, Terlizzi. VI - Periodo del viceregno austriaco (1707-1734) e primo borbonico (1734-1806), Molfetta, 2004.
- La torre maggiore del castello normanno in Terlizzi, Quaderno della Biblioteca, 7, Terlizzi 2005.
- Il complesso medievale di Cesano tra storia, fede e arte (secc. XI- XXI), Terlizzi, 2006.
- Spunti e appunti per una storia della musica sacra a Terlizzi, Terlizzi, 2007
- Sovereto. Tra identità e occultismo - La Festa Maggiore di Terlizzi, Terlizzi, 2008
- Terlizzi: La Chiesa / Le chiese, Terlizzi, 2009
- Don Ferdinando Fiore nella storia, <Ferdinando Fiore -Sacerdote, Maestro, Patriota>, a cura di A.D’Ambrosio - F. Fiore, Ed.Insieme, Terlizzi, 2010
- Cesano tra storia e arte, culto e cultura (secc. XI-XXI), Terlizzi, 2012
- Destini incrociati. Il vescovo Maranta di Giovinazzo, il principe Grimaldi di Monaco e l’arciprete prelato di Terlizzi (Terlizzi 1632-1644),<Chiesa,Società e Territorio. Studi in memoria di Lorenzo Palumbo>, a cura di A. Ficco - G. Poli, La Nuova Mezzina, Molfetta, p. 11-52 (Quaderni dell’Archivio Diocesano di Molfetta - Ruvo - Giovinazzo - Terlizzi, 25/2012)

## Riconoscimenti
- Premio Cultura Presidenza del Consiglio dei Ministri (1974)
- Premio Altamura (1975)
- Premio Cultura Presidenza del Consiglio dei Ministri (1982)
- Premio Letterario Presidenza del Consiglio dei Ministri (1987)
- Premio Città di Terlizzi "Per benemerenze culturali" (1990)
- Premio Ministero dei Beni Culturali "Presidente della Repubblica" (1995)
- Premio di Cultura "Renoir Regione Puglia (1998)
- Premio Nazionale Valle dei Trulli - Bari 2000 Premio speciale per la Saggistica, con il saggio storico:“Tu scendi dalle stelle (2000)
- Medaglia d'oro ai meriti culturali (2004)
- Premio Dario Prisciandaro per la saggistica storica (2005)
- Premio Dario Prisciandaro International European Great Event VI Meeting (2007)
- 1° Premio per il Concorso Letterario" Dario Prisciandaro 2010" - Medaglia Aurea del Presidente della Repubblica -On. Giogio Napolitano. Diploma del Sindaco di Perdifumo e della Giuria per TERLIZZI - LA CHIESA - LE CHIESE